# Aqüeducte de la Séquia de Manresa
L'Aqüeducte de la Séquia de Manresa és una obra de Santpedor (Bages) inclosa a l'Inventari del Patrimoni Arquitectònic de Catalunya.

## Descripció
Pont Aqüeducte de la Séquia de Manresa de dos arcs. Un dels 3H ponts que té la séquia (a més dels 71 pontarrons). Té una pedra amb la data de la construcció. Sobre el Riu d'or o Riudor.

## Història
Grandesa y Antiguitats. Privilegi que obtingué la ciutat de Manresa del Rei Pere I. Fou donat a Barcelona el mes de setembre, any de la Nativitat del Senyor de 1339.